# Émile Spannagel
Émile Spannagel, né le 28 février 1874 à Paris et mort à une date inconnue du XXe siècle, est un serrurier et militant anarchiste illégaliste français. Il est surtout connu pour son rôle central dans les premières années de l'illégalisme, où il fonde l'un des premiers groupes de cette tendance, la bande à Spannagel.
Né à Paris, Spannagel rejoint le mouvement anarchiste avant sa vingtaine et s'intègre aux groupes anarchistes des banlieues nord de Paris, en particulier à Levallois-Perret. Il y côtoie d'autres anarchistes, comme Louis Léveillé ou Louis Galau et met en place un groupe illégaliste avec eux, entre autres. Leur bande s'engage dans un certain nombre d'actions, de cambriolages et de vols ; en 1893, il est mis en cause dans le cambriolage raté de la compagnie l'Urbaine ; où le compagnon anarchiste Jean-Baptiste Foret tire sur un gardien - parvient à s'enfuir un temps avant d'être arrêté. Deux mois plus tard, Spannagel est de nouveau mis en cause après la découverte de bombes dans un jardin proche d'un de ses compagnons de Levallois avant d'être remis en liberté. En octobre 1893, Spannagel participe à un violent cambriolage sur un rentier très âgé, qu'il assomme à coups de poing américain et de crosse de revolver et qui meurt des suites de ses blessures trois mois plus tard. Arrêté, la peur qu'il inspire aurait dissuadé les témoins de parler, et il aurait été remis en liberté. En 1894, Spannagel est arrêté par une descente importante de la police visant un certain nombre de personnes de son groupe. Spannagel est le plus lourdement condamné de la vingtaine de prévenus lors du procès « retentissant » de la bande et écope d'une peine de déportation au bagne à perpétuité. Il se serait enfui du bagne en 1906.
Sa photographie policière fait partie des collections du Metropolitan Museum of Art (MET).

## Biographie

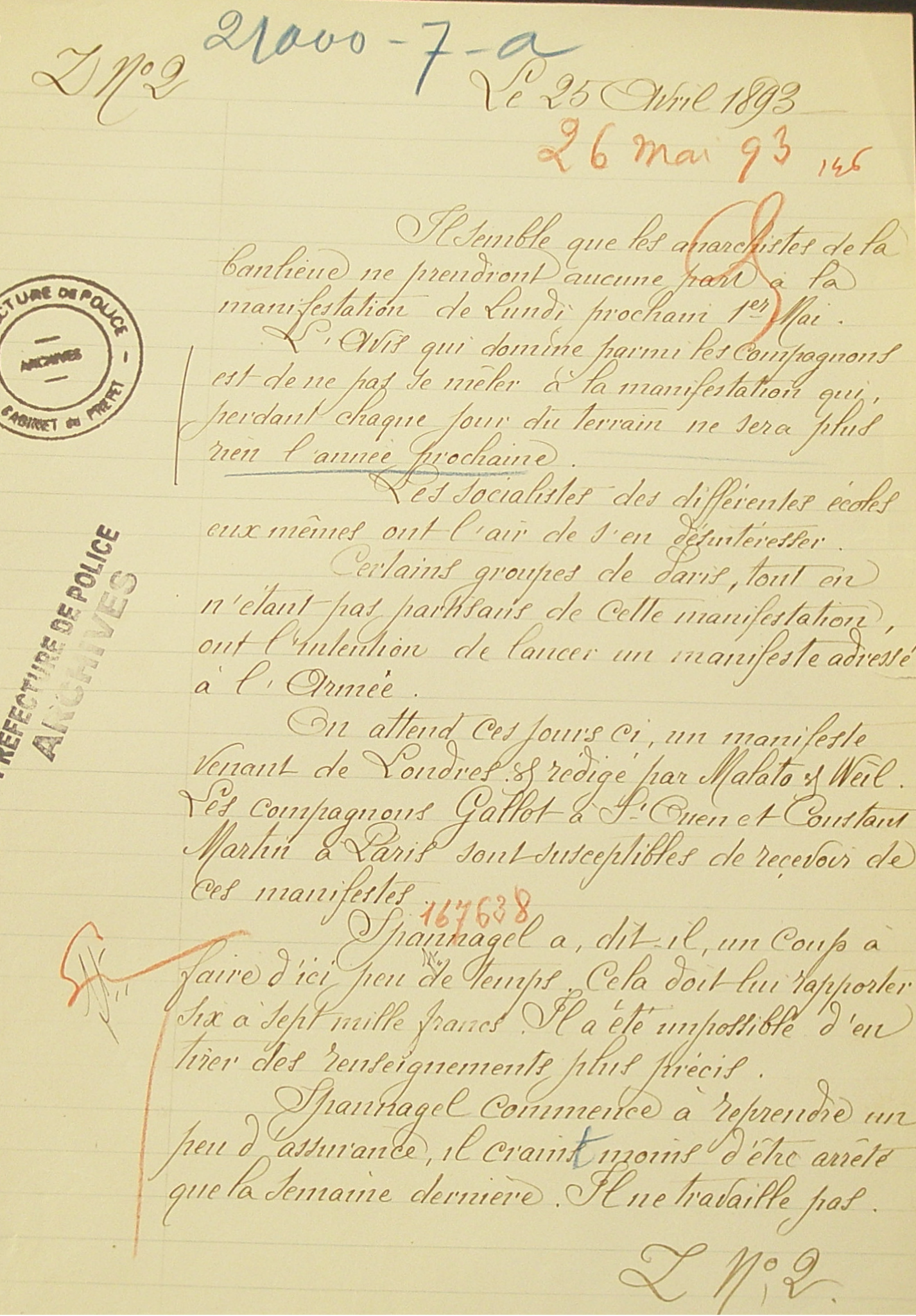
Rapport de Z2 parlant des activités anarchistes - Spannagel est mentionné (Archives de la préfecture de police de Paris - Ba 78 - courtoisie dArchives anarchistes)

Émile Ignace Spannagel naît le 28 février 1874 à Paris,. Il rejoint le mouvement anarchiste en France avant ses vingt ans ; et au début des années 1890, est membre du groupe anarchiste de Levallois-Perret, où se trouvent aussi Gustave Bondon, Louis Léveillé ou Jules Vinchon. À cette période, les groupes anarchistes des banlieues nord de Paris sont marqués par une participation ouvrière importante et un radicalisme notable ; ils sont alors une jeunesse anarchiste radicale et fort soutiens de méthodes comme la propagande par le fait ou la reprise individuelle. 
En 1892, Spannagel est mis en cause par les autorités après la grève des cochers de l'Urbaine, où il aurait été impliqué dans une affaire de « coups et blessures et d’entrave à la liberté du travail », mais est remis en liberté. 
Dès cette période, l'anarchiste commence à rassembler une bande de compagnons illégalistes composée d'environ vingt personnes, presque toutes d'un jeune âge, entre 15 et 22 ans. Cette bande à Spannagel, où il est une figure centrale, est très méthodique pour chercher des lieux ou personnes à cambrioler et participe à de nombreux cambriolages et vols pendant cette période. En particulier, la famille Galau, composée de Louis Galau et de la plupart de ses sept enfants, ou Louis Léveillé semblent être des membres de ce groupe affinitaire. Leur groupe est par ailleurs directement engagé dans la fabrication de fausse monnaie avec les bijoux volés qui sont fondus.

### Affaire de l'Urbaine
Début janvier 1892, Galau se fait embaucher à la compagnie l'Urbaine. Il aurait discuté avec un certain Jean Perrin - qui pourrait être Spannagel et l'aurait invité à l'aider.  Ils auraient été rejoints par Jean-Baptiste Foret, qu'Élisée Bastard aurait fait venir de Reims et qui aurait logé chez Galau. Dans la nuit du 30 janvier, Galau aurait dirigé ses compagnons dans l'immeuble de la compagnie pour commettre un cambriolage. La bande serait alors tombée nez à nez avec un gardien de l'immeuble, sur qui Foret tire et blesse au bras avant que le groupe ne prenne la fuite. Foret et Spannagel parviennent à fuir la police un temps et auraient été les auteurs du Manifeste des dynamiteurs placardé à Levallois pendant cette période.
En février 1893, il est arrêté pour cette affaire avec le compagnon Marceau alors qu'ils sortent de chez un marchand de vins à Levallois-Perret - les deux sont en possession de lettres d'Henri Étiévant, d'outils pouvant servir à des cambriolages et sont armés de revolvers. Ils se défendent en admettant tout à fait être amis d'Étiévant, admettre être anarchistes, mais déclarent avoir été en train de rejoindre une manifestation lorsqu'ils sont arrêtés. 

### Affaire des bombes de Levallois

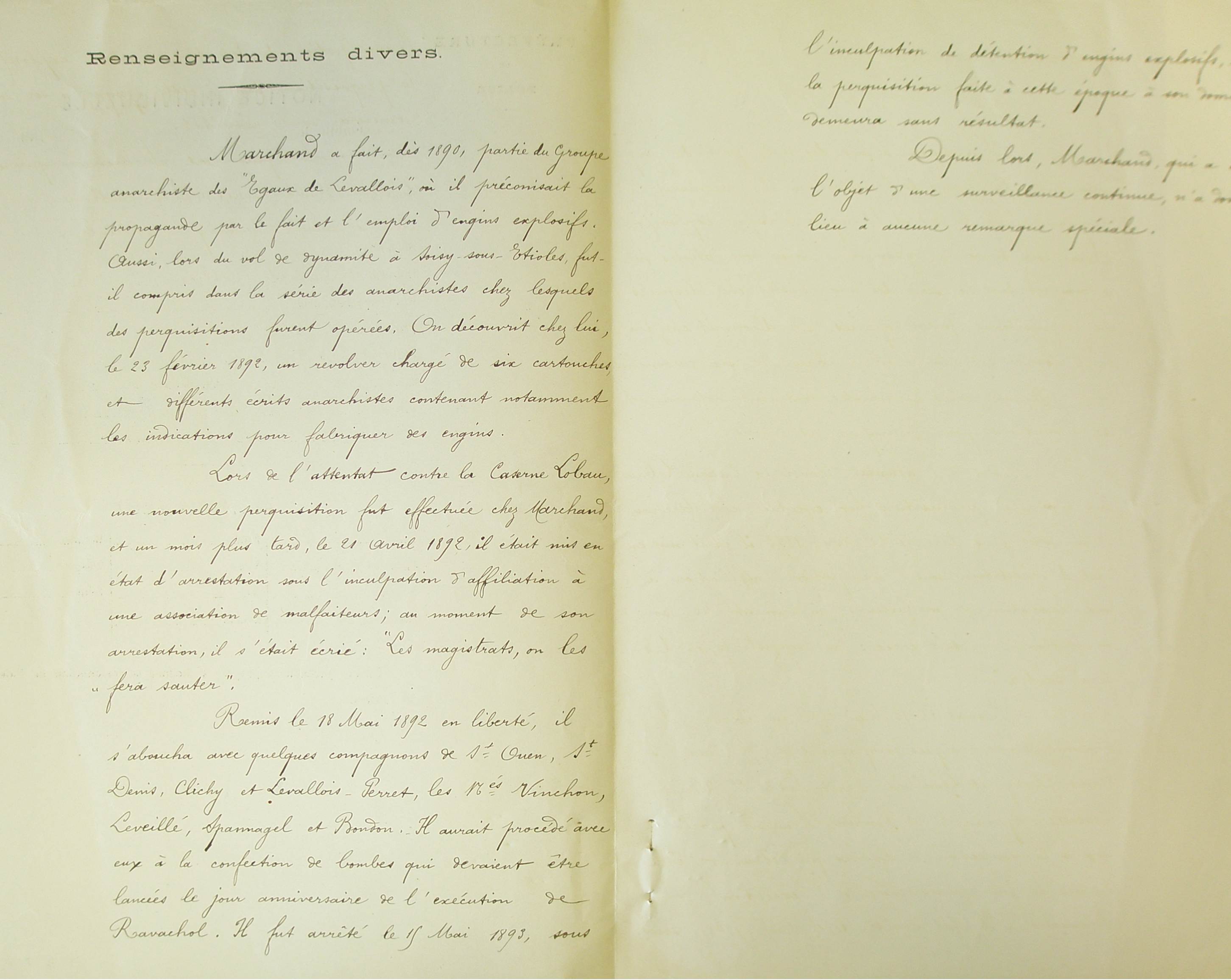
Rapport de police impliquant Spannagel dans la confection d'explosifs (Archives départementales de l'Aube - 1 M 640 - courtoisie dArchives anarchistes)

En mai 1893, le groupe de Levallois-Perret auquel il appartient est ciblé par les autorités après la découverte, dans un jardin près de chez Vinchon, d'un panier contenant des bombes. Spannagel est arrêté puis mis hors de cause et libéré - tandis que Vinchon est condamné à cinq ans de prison ferme en juin 1893,. En juin-juillet 1893, il fabrique des fausses clefs avec Galau qui sont ensuite utilisées par Léveillé et Joseph Ouin dans l'affaire de Vienne - vol dans une draperie rapportant plus de cinquante mille francs. En août, il déménage et écoule les biens volés par Albert et Brunet après leur arrestation. 

### Affaire Moitrier

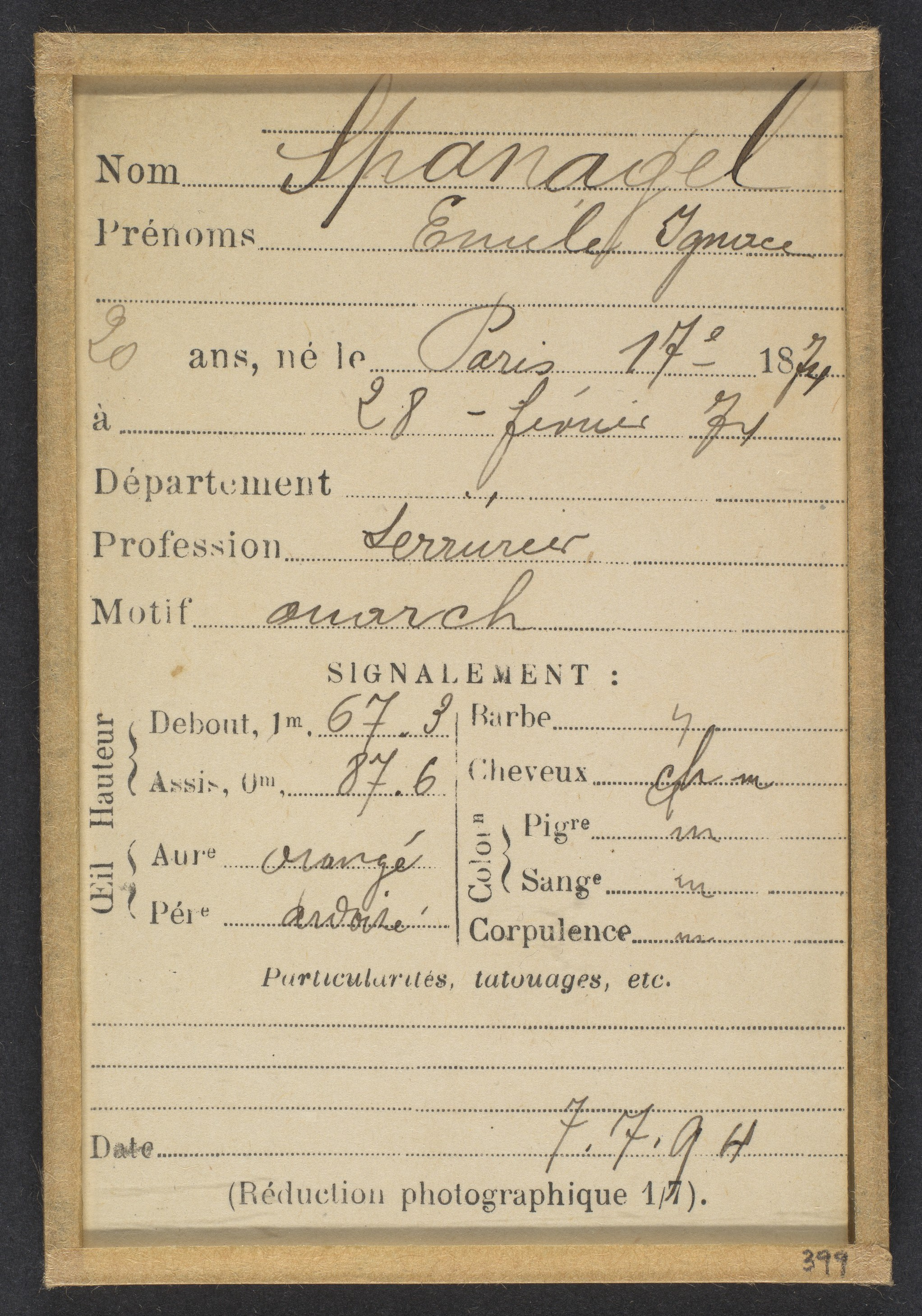
Fiche d'identification par Bertillon (1894)

En octobre 1893, un groupe composé de de deux ou trois hommes s'introduit chez un rentier de 80 ans à Levallois-Perret, nommé Moitrier,,. Spannagel lui assène des coups de poing américain et de crosse de revolver sur la tête avant que Moitrier soit ligoté et bâillonné puis cambriolé,,. Les assaillants emmènent 500 francs en liquide, 3.500 en titres et des bijoux,. Lors des recherches effectuées par la police, elle découvre que le mari de la petite fille de Moutrier, nommé Fournier et lui-même serrurier à Levallois, aurait été à l'origine de l'opération, en déclarant à Charles 'Charlot' Guermann, un anarchiste notable de la période, qu'il faudrait « dévaliser » et « supprimer » Moutrier. Spannagel, Guermann et un certain Charles Pietri sont dans les environs du cambriolage et sont donc suspectés. Charles Pieri, Spannagel et sa partenaire sont arrêtés et la police découvre chez elle les produits du vol,. Guermann parvient à s'enfuir et disparaît.
Selon la presse, la peur inspirée par le groupe aurait dissuadé quiconque de parler - ce qui mène à leur libération, faute de preuves et de témoignages,. Moutrier décède des suites de ses blessures trois mois plus tard,.

### Procès de la bande à Spannagel et dernières années
En décembre 1894, l'année suivante, d'importantes descentes de police mettent en état d'arrestation des dizaines, en particulier Spannagel, ses frères Alfred et Victor et la famille Galau, rassemblant Louis Galau et la plupart de ses sept enfants,. Leur procès, qui se déroule en juin 1895, est « retentissant », selon l'historien Vivien Bouhey. Les prévenus, au nombre de 19, sont accusés d'association de malfaiteurs et sont condamnés à de lourdes peines. 
Émile Spannagel est le plus durement condamné et écope de la déportation au bagne à perpétuité,,.
Il se serait évadé en 1906,.

## Postérité

### Photographie policière
Sa photographie policière fait partie des collections du Metropolitan Museum of Art (MET).